# Basin (Wyoming)
|  | Dieser Artikel wurde aufgrund von inhaltlichen Mängeln auf der Qualitätssicherungsseite des Projektes USA eingetragen. Hilf mit, die Qualität dieses Artikels auf ein akzeptables Niveau zu bringen, und beteilige dich an der Diskussion! Eine nähere Beschreibung der zu behebenden Mängel fehlt. |

Basin ist ein Ort und der Verwaltungssitz des Big Horn County im US-Bundesstaat Wyoming. Das U.S. Census Bureau hat bei der Volkszählung 2020 eine Einwohnerzahl von 1.288 ermittelt.

## Geographie
Der Ort Basin bedeckt eine Fläche von 5,3 km², davon sind 0,1 km² Wasserflächen.

## Demographie
Laut der Volkszählung 2010 verteilten sich die 1285 Einwohner auf 520 Haushalte. Die Bevölkerungsdichte lag bei 247,1 Einw./km². 94,2 % bezeichneten sich als Weiße, 0,5 % als Afroamerikaner, 1,9 % als Indianer, 0,5 % als Asian Americans, 1,6 % gaben die Angehörigkeit zu einer anderen Ethnie und 1,3 %  zu mehreren Ethnien an. 5,4 % der Bevölkerung bestand aus Hispanics oder Latinos.
Im Jahr 2010 lebten in 25 % aller Haushalte Kinder unter 18 Jahren sowie 37,9 % aller Haushalte Personen mit mindestens 65 Jahren. 64 % der Haushalte waren Familienhaushalte (bestehend aus verheirateten Paaren mit oder ohne Nachkommen bzw. einem Elternteil mit Nachkomme). Die durchschnittliche Größe eines Haushalts lag bei 2,27 Personen und die durchschnittliche Familiengröße bei 2,83 Personen.
22,1 % der Bevölkerung waren jünger als 20 Jahre, 20,1 % waren 20 bis 39 Jahre alt, 26,7 % waren 40 bis 59 Jahre alt und 30,9 % waren mindestens 60 Jahre alt. Das mittlere Alter betrug 46,4 Jahre. 50 % der Bevölkerung waren männlich und 50 % weiblich.
Das durchschnittliche Jahreseinkommen lag bei 37.222 $, dabei lebten 6,8 % der Bevölkerung unter der Armutsgrenze.